# 1000 km Buenos Airesa 1971
1000 km Buenos Airesa 1971 je bila prva dirka Svetovnega prvenstva športnih dirkalnikov v sezoni 1971. Odvijala se je 10. januarja 1971 na dirkališču Autódromo Oscar Alfredo Gálvez.

## Rezultati
| Poz    | Razred | Št | Moštvo                       | Dirkači                                     | Šasija                    | Krogi |
| Poz    | Razred | Št | Moštvo                       | Dirkači                                     | Motor                     | Krogi |
| ------ | ------ | -- | ---------------------------- | ------------------------------------------- | ------------------------- | ----- |
| 1      | S      | 30 | J.W. Automotive              | Jo Siffert Derek Bell                       | Porsche 917K              | 165   |
| 1      | S      | 30 | J.W. Automotive              | Jo Siffert Derek Bell                       | Porsche 4.9L Flat-12      | 165   |
| 2      | S      | 32 | J.W. Automotive              | Pedro Rodríguez Jackie Oliver               | Porsche 917K              | 164   |
| 2      | S      | 32 | J.W. Automotive              | Pedro Rodríguez Jackie Oliver               | Porsche 4.9L Flat-12      | 164   |
| 3      | P3.0   | 14 | Autodelta SpA                | Rolf Stommelen Nanni Galli                  | Alfa Romeo T33/3          | 163   |
| 3      | P3.0   | 14 | Autodelta SpA                | Rolf Stommelen Nanni Galli                  | Alfa Romeo 3.0L V8        | 163   |
| 4      | P3.0   | 16 | Autodelta SpA                | Andrea de Adamich Henri Pescarolo           | Alfa Romeo 33TT3          | 161   |
| 4      | P3.0   | 16 | Autodelta SpA                | Andrea de Adamich Henri Pescarolo           | Alfa Romeo 3.0L V8        | 161   |
| 5      | S      | 20 | Escuderia Montjuich          | José Juncadella Carlos Pairetti             | Ferrari 512S              | 155   |
| 5      | S      | 20 | Escuderia Montjuich          | José Juncadella Carlos Pairetti             | Ferrari 5.0L V12          | 155   |
| 6      | S      | 18 | Ecurie Francorchamps         | Hughes de Fierlant Gustave Gosselin         | Ferrari 512S Spyder       | 153   |
| 6      | S      | 18 | Ecurie Francorchamps         | Hughes de Fierlant Gustave Gosselin         | Ferrari 5.0L V12          | 153   |
| 7      | S      | 8  | Scuderia Filipinetti         | Mike Parkes Jo Bonnier                      | Ferrari 512M              | 150   |
| 7      | S      | 8  | Scuderia Filipinetti         | Mike Parkes Jo Bonnier                      | Ferrari 5.0L V12          | 150   |
| 8      | S      | 22 | North American Racing Team   | Sam Posey Nestor Garcia-Veiga Luis di Palma | Ferrari 512S Spyder       | 148   |
| 8      | S      | 22 | North American Racing Team   | Sam Posey Nestor Garcia-Veiga Luis di Palma | Ferrari 5.0L V12          | 148   |
| 9      | P3.0   | 2  | Ecurie Evergreen             | Chris Craft Trevor Taylor                   | McLaren M8C               | 146   |
| 9      | P3.0   | 2  | Ecurie Evergreen             | Chris Craft Trevor Taylor                   | Ford 3.0 V8               | 146   |
| 10     | S      | 34 | Zitro Racing                 | Dominique Martin Pablo Bréa                 | Porsche 917K              | 145   |
| 10     | S      | 34 | Zitro Racing                 | Dominique Martin Pablo Bréa                 | Porsche 4.9L Flat-12      | 145   |
| 11     | P2.0   | 6  | Ecurie Evergreen             | David Weir Jorge Omar Del Rio               | Lola T210                 | 143   |
| 11     | P2.0   | 6  | Ecurie Evergreen             | David Weir Jorge Omar Del Rio               | Ford Cosworth FVC 1.8L I4 | 143   |
| 12     | P2.0   | 10 | Scuderia Filipinetti         | Ronnie Peterson Jorge Cupiero               | Lola T212                 | 130   |
| 12     | P2.0   | 10 | Scuderia Filipinetti         | Ronnie Peterson Jorge Cupiero               | Ford Cosworth FVC 1.8L I4 | 130   |
| 13     | P2.0   | 46 | Daniel Rouveyran             | Daniel Rouveyran Carlos Reusch              | Lola T210                 | 129   |
| 13     | P2.0   | 46 | Daniel Rouveyran             | Daniel Rouveyran Carlos Reusch              | Ford Cosworth FVC 1.8L I4 | 129   |
| 14 DNF | S      | 48 | Team Auto Usdau              | Reinhold Joest Angel Monguzzi               | Porsche 917K              | 85    |
| 14 DNF | S      | 48 | Team Auto Usdau              | Reinhold Joest Angel Monguzzi               | Porsche 4.9L Flat-12      | 85    |
| 15 DNF | S      | 38 | Martini International Racing | Vic Elford Gérard Larrousse                 | Porsche 917K              | 65    |
| 15 DNF | S      | 38 | Martini International Racing | Vic Elford Gérard Larrousse                 | Porsche 4.9L Flat-12      | 65    |
| 16 DNF | P3.0   | 40 | Team Auto Usdau              | Hans-Dieter Weigel Eduardo José Copello     | Porsche 908/02            | 54    |
| 16 DNF | P3.0   | 40 | Team Auto Usdau              | Hans-Dieter Weigel Eduardo José Copello     | Porsche 3.0L Flat-8       | 54    |
| 17 DNF | S      | 28 | Escuderia Nacional CS        | Emerson Fittipaldi Carlos Reutemann         | Porsche 917K              | 43    |
| 17 DNF | S      | 28 | Escuderia Nacional CS        | Emerson Fittipaldi Carlos Reutemann         | Porsche 4.9L Flat-12      | 43    |
| 18 DNF | P3.0   | 24 | SpA Ferrari SEFAC            | Ignazio Giunti Arturo Merzario              | Ferrari 312PB             | 38    |
| 18 DNF | P3.0   | 24 | SpA Ferrari SEFAC            | Ignazio Giunti Arturo Merzario              | Ferrari 3.0L V12          | 38    |
| 19 DNF | P3.0   | 26 | Matra Sports                 | Jean-Pierre Beltoise Jean-Pierre Jabouille  | Matra-Simca MS660         | 36    |
| 19 DNF | P3.0   | 26 | Matra Sports                 | Jean-Pierre Beltoise Jean-Pierre Jabouille  | Matra 3.0L V12            | 36    |
| 20 DNF | P2.0   | 4  | Ecurie Evergreen             | Alain de Cadenet Nasif Estéfano             | Lola T210                 | 27    |
| 20 DNF | P2.0   | 4  | Ecurie Evergreen             | Alain de Cadenet Nasif Estéfano             | Ford FVC 1.8L I4          | 27    |
| 21 DNF | S      | 44 | Eduardo Pino                 | Eduardo Pino Jrge Tornengo                  | Baufer                    | 8     |
| 21 DNF | S      | 44 | Eduardo Pino                 | Eduardo Pino Jrge Tornengo                  | Chevrolet V8              | 8     |
| 22 DNF | S      | 36 | Martini International Racing | Helmut Marko Gijs van Lennep                | Porsche 917K              | 2     |
| 22 DNF | S      | 36 | Martini International Racing | Helmut Marko Gijs van Lennep                | Porsche 4.9L Flat-12      | 2     |
| DNS    | P3.0   | 12 | Autodelta SpA                | Emerson Fittipaldi Toine Hezemans           | Alfa Romeo T33/3          | -     |
| DNS    | P3.0   | 12 | Autodelta SpA                | Emerson Fittipaldi Toine Hezemans           | Alfa Romeo 3.0L V8        | -     |
| DNS    | P2.0   | 42 | Oreste Berta                 | Luis di Palma Carlos Marincovich            | Berta LR                  | -     |
| DNS    | P2.0   | 42 | Oreste Berta                 | Luis di Palma Carlos Marincovich            | Renault                   | -     |

## Statistika
- Najboljši štartni položaj - #32 J.W. Automotive - 1:52.70
- Najhitrejši krog -#30 J.W. Automotive - 1:51.53
- Povprečna hitrost - 186.229 km/h